# Thomas Sebeok
Thomas Albert Sebeok (né Sebők), né le 9 novembre 1920 à Budapest, en Hongrie, et décédé le 21 décembre 2001 à Bloomington, Indiana, est un sémioticien et linguiste américain,,,,    . 

## Biographie
Thomas Sebeok, professeur émérite à l'université d'Indiana, a travaillé à l'expansion du champ de la sémiotique afin d'y inclure les systèmes de signification et de communication non humains. Dans le cadre de ses recherches, il crée l'expression « zoosémiotique » et intègre à la réflexion sémiotique certaines des questions abordées par la philosophie de l'esprit. Il est également l'un des fondateurs de la biosémiotique.  À titre de linguiste, il publie plusieurs articles et ouvrages analysant la langue mari (aussi appelé tchérémisse). Son travail interdisciplinaire et ses collaborations avec d'autres chercheurs le rattachent à l'anthropologie, à la biologie, aux études folkloriques, à la linguistique, à la psychologie et à la sémiotique.  
En 1941, Sebeok obtient un bachelor's degree de l'université de Chicago. Puis en 1943 et en 1945, il obtient respectivement une maîtrise en linguistique anthropologique de l'université de Princeton et un doctorat de la même université. En 1943, il intègre l'université d'Indiana à Bloomington et travaille avec le linguiste et anthropologue Carl Voegelin (en) pour le programme militaire d'entraînement spécialisé (Army Specialized Training Program). À titre de linguiste au sein de cette institution, il enseigne le hongrois et le finnois aux soldats de l'armée américaine. Il devient citoyen américain en 1944. Il participe ensuite à la création du département d'études ouraliques et altaïques de l'université d'Indiana. Département dont le champ d'expertise s'étend des langues de l'Europe de l'Est à celles de la Russie et de l'Asie. Jusqu'à sa retraite en 1991, il est également président du Research Center for Langage and Semiotic Studies de l'université d'Indiana. 
Sebeok est rédacteur en chef du journal Semiotica de sa création en 1969 jusqu'en 2001. De plus, il participe à plusieurs ouvrages collectifs. Il dirige notamment les livres Approaches to Semiotics et Current Trends in Linguistics ainsi que l'encyclopédie Encyclopedic Dictionary of Semiotics. 
Au début des années 1980, Sebeok rédige un rapport pour le bureau américain de la gestion des déchets nucléaires. Le rapport, intitulé Communication Measures to Bridge Ten Millenia, examine les solutions au problème de la sémiotique nucléaire. La sémiotique nucléaire étant le système de signes qui vise à empêcher les civilisations futures de s'approcher des endroits ayant été contaminés par des déchets nucléaires. Le rapport proposait un « folkloric relay system » soit un système de transmission d'informations par le truchement de mythes et de légendes. Ces mythes auraient pour objectif d'ancrer dans la culture des générations futures des craintes superstitieuses tenaces les poussant à éviter ces lieux. Sebeok propose, dans le même sens, la création d'un « atomic priesthood » que l'on pourrait traduire par « sacerdoce atomique ». Ce groupe composé de physiciens, d'anthropologues et de sémioticiens aurait pour tâche de conserver la mémoire des sites dangereux et de comprendre leur véritable nature.  
Sebeok, au cours de sa carrière, organise plusieurs centaines de conférences internationales. En outre, il occupe des rôles importants au sein de nombreux instituts, notamment la Linguistic Society of America, l'International Association for Semiotic Studies et la Semiotic Society of America. De plus, il soutient la création de programmes académiques de linguistique et de sémiotique ainsi que le développement d’associations savantes dans le monde entier.  
La bibliothèque personnelle de Sebeok sur la sémiotique, comprend plus de 4 000  livres et 700 revues. Elle a été léguée au département de sémiotique de l'université de Tartu en Estonie.

## Prix Sebeok
Le prix « Sebeok fellow », décerné par la Semiotic Society of America, récompense des contributions exceptionnelles dans le domaine de la sémiotique. La liste complète des boursiers Sebeok (avec l'année d'attribution):  
1. David Savan (en) (1992)
2. John Deely (1993)
3. Paul Bouissac (et) (1996)
4. Jesper Hoffmeyer (en) (2000)
5. Kalevi Kull (en) (2003)
6. Floyd Merrell (et) (2005)
7. Susan Petrilli (en) (2008)
8. Irmengard Rauch (en) (2011)
9. Paul Cobley (en) (2014)
10. Vincent Colapietro (en) (2018)

## Publications
- (en) A Sign Is Just a Sign, Bloomington, Indiana University Press, 1991 (ISBN 978-0-253-11528-7)
- (en) Global Semiotics, Bloomington, Indiana University Press, 2001, 238 p. (ISBN 978-0-253-33957-7, lire en ligne)
- (en) Semiotics in the United States, Bloomington, Indiana University Press, 1991 (ISBN 978-0-253-11530-0, lire en ligne)
- (en) avec Umberto Eco (dir.), The Sign of Three : Dupin, Holmes, Peirce, Bloomington, Indiana University Press, 1988, 236 p. (ISBN 978-0-253-20487-5)